# Smicridea singri
Smicridea singri är en nattsländeart som beskrevs av Ralph W. Holzenthal och Roger J. Blahnik 1995. Smicridea singri ingår i släktet Smicridea och familjen ryssjenattsländor. Inga underarter finns listade i Catalogue of Life.